# Вердидзотти, Джованни Мария
Джованни Мария Вердидзотти (итал. Giovanni Maria Verdizotti; 1525 год, Венеция — 1600 год, там же) — итальянский ландшафтный живописец и писатель; ученик, друг и секретарь Тициана.
Как живописец работал в стиле Тициана. Его пейзажи, почти все малых размеров, отличались превосходным колоритом и были украшены тщательно выписанными фигурами. Кроме живописи был сведущ в словесности и обладал хорошим слогом: его друг Тициан обращался к нему, когда нужно было написать принцам и вельможам.
Издал в 1577 году басни Эзопа с 110 гравюрами с собственных рисунков под названием «100 басен» (Cento favole morali).
В конце жизни вступил в монашеский орден, но занимался живописью до самой смерти.

## Издания

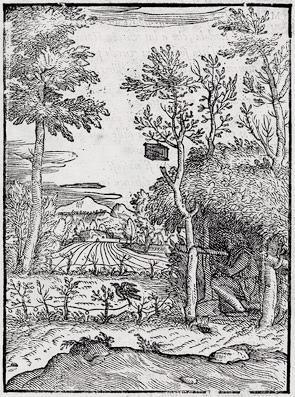
Иллюстрация к изданной Вердидзотти книге «100 басен» (Cento favole morali, Венеция, 1577)

- «100 басен» (Cento favole morali, Венеция, издание 1590 г.) Архивная копия от 13 октября 2017 на Wayback Machine
- «12 соннетов» «XII sonetti nelle nozze de Francesco de Medici, gran duca di Thoscana» (1579)
- «Le vite de Santi Padri» Издание 1600 г. Архивная копия от 14 ноября 2012 на Wayback Machine